# Rajasthan Royals
Die Rajasthan Royals (Abkürzung: RR) sind ein indisches Cricketteam, welches in der Indian Premier League spielt. Das Team wurde 2008 mit der ersten Saison der IPL gegründet und repräsentiert die Stadt Jaipur und den Bundesstaat Rajasthan. Das Heimatstadion ist das Sawai Mansingh Stadium. Das Team wurde wegen eines Wettskandals für 2 Saisons (bis 2017) zusammen mit den Chennai Super Kings von der IPL ausgeschlossen. 2013 konnten sie sich für die Champions League Twenty20 qualifizieren, wo sie bis in das Finale einzogen. Die Rajasthan Royals konnten die Indian Premier League in der ersten Saison (2008) gewinnen.

## Abschneiden in der IPL
| Jahr | Spiele | Siege | Niederlagen | No Result | Endplatzierung (Vorrunde) |
| ---- | ------ | ----- | ----------- | --------- | ------------------------- |
| 2008 | 14     | 11    | 3           | 0         | Sieger (1/8)              |
| 2009 | 14     | 6     | 7           | 1         | Vorrunde (6/8)            |
| 2010 | 14     | 6     | 8           | 0         | Vorrunde (7/8)            |
| 2011 | 14     | 6     | 7           | 1         | Vorrunde (6/10)           |
| 2012 | 16     | 7     | 9           | 0         | Vorrunde (7/9)            |
| 2013 | 16     | 11    | 5           | 0         | Halbfinale (3/9)          |
| 2014 | 14     | 7     | 7           | 0         | Vorrunde (5/8)            |
| 2015 | 14     | 7     | 5           | 2         | Halbfinale (4/8)          |
| 2018 | 14     | 7     | 7           | 0         | Halbfinale (4/8)          |
| 2019 | 14     | 5     | 8           | 1         | Vorrunde (7/8)            |

## Abschneiden in der Champions League
| Jahr | Spiele | Siege | Niederlagen | No Result | Endplatzierung (Vorrunde) |
| ---- | ------ | ----- | ----------- | --------- | ------------------------- |
| 2013 | 6      | 6     | 0           | 0         | Finale (1/5)              |